# Parafia św. Wawrzyńca w Wilkszynie
Parafia św. Wawrzyńca w Wilkszynie − rzymskokatolicka parafia erygowana w XIV w. należąca do dekanatu Miękinia w archidiecezji wrocławskiej. W jej skład wchodzą miejscowości:  Pisarzowice, Wilkszyn.

## Historia parafii
Kościół parafialny pw. św. Wawrzyńca znajduje się w Wilkszynie. Po drugiej stronie ulicy położona jest plebania. W Wilkszynie znajduje się także cmentarz administrowany przez parafię. Odpust przypada 10 sierpnia (wspomnienia św. Wawrzyńca, diakona).
Proboszczem od 1998 jest ks. kan. Zbigniew Bortnik, który jako pierwszy pełnił funkcję dziekana dekanatu Miękinia (2009–2015).